# Tal·los (historiador)

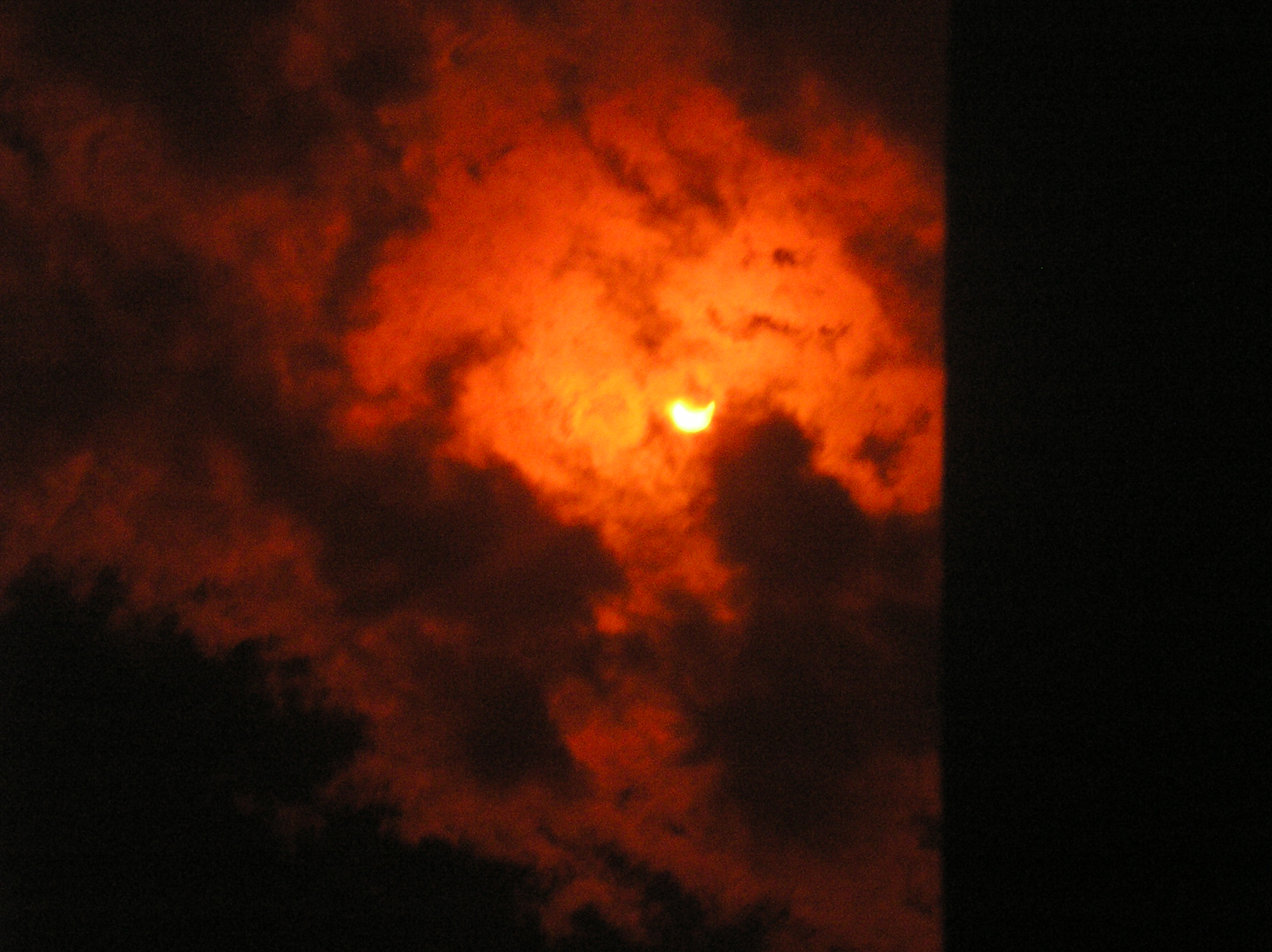
Un eclipsi solar té lloc quan la lluna és davant el sol de tal manera que durant uns minuts no arriba la llum del sol.

Tal·los (en grec antic: Θάλλος, llatí: Thallus) fou un historiador de la Grècia romana que va viure al segle i dC. Va escriure una història en tres llibres sobre la regió mediterrània de la Guerra de Troia fins a la 167a Olimpíada (112-109 aC). La major part l'obra s'ha perdut, però se'n conserven fragments citats per Sext Juli Africà en la seva Història del món.
Hi ha estudiosos que creuen que els seus escrits es poden interpretar com la referència més antiga sobre el Jesús històric, adduïnt que es van escriure uns vint anys després de la crucifixió de Jesús.

## Obra

### Valor
Els fragments de les seves obres que ens han arribat són rellevants pels historiadors del cristianisme, perquè podrien confirmar l'existència del Jesús històric. N'hi ha que creuen que, amb la descripció d'un eclipsi, Tal·los es refereix a la foscor que cau sobre el món inspirat en els evangelis sinòptics en el moment de la mort de Jesús. No obstant això, d'altres consideren que això és impossible, perquè un eclipsi lunar només pot ocórrer durant la Pasqua de Resurrecció, i els eclipsis lunars no són visibles al migdia perquè, si la Lluna és davant el Sol, està per sota de l'horitzó, i d'acord amb l'Evangeli segons Marc la mort de Jesús va ser a la sisena hora (en).
Segons Richard Carrier, «tot sovint se cita un historiador anomenat Tal·los que va escriure poc després del 52 dC, com a testimoni escrit de la crucifixió de Jesús i la foscor del migdia que l'envoltava, com si hagués eclipsat tot el món durant tres hores, mirant d'explicar-lo com un eclipsi solar ordinari. Però això no és una interpretació versemblant de l'evidència. Encara és més fort interpretar que la citació directa del que va dir Tal·los es refereix a Jesús».

### Testimonis
A Tal·los el citen de vegades per a donar detalls sobre la història de Síria i Assíria. Eusebi de Cesarea esmenta la seva obra en una llista de fonts, parlant «dels tres llibres de Tal·ló, en el qual es recullen esdeveniments de manera breu de la caiguda d'Ílion fins a la 167a Olimpíada». No obstant això, val a dir que el text es conserva en una traducció armènia on molts dels números es veuen malament. La caiguda de Troia és el 1184 aC, segons Eratòstenes, però Petermann i Karst ressalten que la data final de l'Olimpíada 167a fou el 109 aC, cosa que es contradiu amb Jordi Sincel·le, que cita Sext Juli Africà, i suggereixen que la data final hauria de ser la 217a Olimpíada, reinterpretant un caràcter armeni.
Els primers cristians també citaren Tal·los. Apareix esmentat per primera vegada al voltant de l'any 180 dC al fragment 3.24 de l'obra Ad Autolycum del bisbe Teòfil d'Antioquia. Diu que Tal·ló esmenta Belos, rei d'Assíria, i Cronos, el Tità, i que Ògig va haver de fugir i refugiar-se a l'Àtica.
D'altra banda, l'historiador Jordi Sincel·le, del segle ix, cita l'historiador cristià del segle iii Sext Juli Africà, que al seu torn cita Tal·los sobre la foscor esdevinguda després de la crucifixió de Jesús, indicant que "en el tercer llibre de les seves històries, Tal·los menysprea aquesta foscor, atribuint-la a un eclipsi de sol, sense cap raó em sembla a mi". Africà afegeix que «un eclipsi no pot tenir lloc per Pasqua, quan la lluna és plena, i per tant, diametralment oposada al sol». No hi ha manera de comprovar la cita, atès que totes les obres d'Africà s'han perdut.

### Els fragments
1. «Hi ha fragments de tres llibres de Tal·los, on fa un resum de la guerra de Troia fins a l'Olimpíada 167a». (Eusebi de Cesarea, Crònica, I K125.2)
2. «Càstor i Tal·los varen escriure sobre fets a Síria». (Sext Juli Africà en Eusebi, Preparatio Evangelica X 10)
3. «Caldria obrir els arxius de les races més antigues (els egipcis, els caldeus i els fenicis), i caldria cridar els seus ciutadans per obtenir els coneixements de l'egipci Manetó i Berós el caldeu, i també de Jeroni, el rei de Tir i els seus seguidors: Ptolemeu de Mendes, Menandre d'Efes, Demetri de Falèron, el rei Juba, Apió i Tal·los, i el que confirmà o negà aquests homes, Josep el Jueu». (Tertul·lià, Apologètic 19)
4. «Una foscor terrible embolicà tot el món, i les roques es van partir per un terratrèmol, i molts llocs a Judea i altres districtes van ser enderrocats. En el tercer llibre de les seves històries, Tal·los menysprea aquesta foscor, atribuint-la a un eclipsi de sol, sense cap raó em sembla a mi». (Africà en Jordi Sincel, Cronografia)
5. «Tal·los també parla de Belos, el governant d'Assíria, i Cronos el Tità, i afirma que Belos va fer la guerra juntament amb els Titans contra Zeus i els déus que eren amb ell, tot afirmant: "i, derrotat, Ògig va fugir a Tartessos. Encara que en aquest moment aquesta regió s'anomenava Acte, ara es diu Àtica, i va ser ocupada per Ògig."» (Teòfil d'Antioquia, Ad Autolycum 3.29)
6. «Segons la història de Tal·los, Belos va néixer 322 anys abans de la Guerra de Troia». (Lactanci, Institucions divines, I 23)
7. «Ni Diodor el Grec ni Tal·los, ni Cassi Sever ni Corneli Nepot, ni cap comentarista d'aquests temes antics, diu que Saturn fos res més que un home. (Tertul·lià, Apologètic 10).
8. «Per tant, no només tots els poetes, sinó fins i tot els historiadors i els escriptors de temes antics, que han publicat per a la posteritat les seves gestes a Itàlia, estan d'acord que era un home: els grecs Diodor i Tal·los, i els llatins Nepot, Cassi i Varró». (Lactanci, Institucions divines, I 13).
9. «Tots els escriptors sobre la història antiga de Grècia i Roma ens indiquen que Saturn, el primer dels seus, va ser un home: Nepot ho coneix, també Cassi en la seva història, i Tal·los i Diodor ho diuen també». (Minuci Fèlix, Octavi 21)
10. «Pel que fa als fets anteriors a les Olimpíades, cal considerar com calculaven els historiadors àtics: del temps d'Ògig, quan hi va haver la primera gran inundació a l'Àtica, mentre Foroneu governava els argius, tal com recorda Acusilau, fins al moment de la primera gran Olimpíada, el punt a partir del qual els grecs compten el temps amb més precisió, hi ha 1020 anys, cosa que concorda amb els esmentants anteriorment i els que s'enumeren en ordre. Perquè als escriptors de la història d'Atenes, Hel·lanic i Filòcor (que va escriure una Àtida), i els que escrigueren sobre Síria, com Càstor i Tal·los, i els que escrigueren sobre afers mundials, Diodor (que va escriure la Biblioteca) i Alexandre Polihístor, i alguns dels nostres contemporanis, encara registren aquests esdeveniments amb més precisió que tots els historiadors de l'Àtica». (Africà, en Eusebi, Preparatio Evangelica X 10)
11. «Així que cal saber això: de tots aquells que viuen entre nosaltres, [els jueus] són més antics que molts: […] Moisès […] tal com ens resulta clar en les històries dels grecs […] en els temps d'Ògig i Ínac […] parlen de Moisès […] el mateix amb Polemó en el seu llibre d'història grega, i Apió […] i Ptolemeu de Mendes, que va escriure una història d'Egipte; tots aquests homes estan d'acord. I els escriptors de la història d'Atenes, Hel·lanic i Filòcor (que va escriure una Àtida), Càstor i Tal·los i Alexandre Polihístor, i també els més savis dels homes, Filó i Josep […] Tots aquests homes esmenten Moisès, com també l'antic origen dels jueus». (Pseudo-Justí, Cohortatio ad Graecos 9)
12. «41 reis assiris van governar el regne dels àrabs, que també varen governar de l'any [?] del món fins a l'any [?] del món, suportant els [?] anys del primer, Belos, fins al rei 41, Macoscolerus, el fill de Sardanapàpal, com la major part dels historiadors estan d'acord en assenyalar, inclosos Polibi, Diodor, Cefalió, Càstor, Tal·los i d'altres». (Jordi Sincel·le, Cronografia)
13. «Després del 70è any de captivitat, Cir va esdevenir rei dels perses en el primer any de la 55a Olimpíada, tal com es diu a la Biblioteca de Diodor i a les històries de Tal·los i Càstor, i també en les obres de Polibi i Flegont, i també en altres autors que escrigueren sobre les Olimpíades: tots estan d'acord sobre la data». (Africà en Eusebi, Preparatio Evangelica X 10)
14. Aquests homes més savis, Tal·los, Càstor i Polibi, […] i, entre d'altres, Heròdot […] i el savi Teòfil, tots estableixen la cronologia del regnat de Cresos. (Joan Malales, Cronografia VI).